# Geisha
Geisha (芸者), Geiko (芸子) eller Geigi (芸妓) er traditionelle japanske kunstnere. De var almindeligt udbredte i det 18. og 19. århundrede og findes stadig.
Geishatraditionen udviklede sig fra taikomochi eller hōkan, hofnarre. De første geisha var mænd. Efterhånden som kvinder begyndte at overtage rollen, blev de kendt som onna geisha (女芸者) eller "kvindelige geisha." I dag er geishaer næsten udelukkende kvinder.

## Geisha
Geisha er professionelle værtinder, som underholder gæster i tehuse, O-chaya. De bliver trænet i traditionelle færdigheder som dans, sang, spil, blomsterbinding, te-ceremonier og konversation. En geisha studerer og perfektionerer sine færdigheder gennem hele karrieren.
En geisha underholder gæster i meget dyre tehuse. Et geisha-selskab kan nemt koste flere tusinde kroner (1980). En dygtig geisha viser skønhed, værdighed, kunstnerisk talent, charme og en suveræn etikette og raffinement.
Geishaer serverer drinks, taler med gæsterne og udøver deres kunstneriske færdigheder. De underholder også ved forretningsmøder eller fester for en betydelig pris, hvor de foruden at konversere også viser enten "Tachikata" (traditionel japansk dans) eller "Jikata", som er sang og spil.
En geisha har mange forskellige slags forhold til mænd. De er ikke prostituerede, men det er kutyme for en geisha at have en mand, som hun er involveret med følelsesmæssigt, økonomisk og seksuelt – men det er op til den enkelte geisha at bestemme, om hun vil eller ikke. Hun har aldrig et one-night stand.
I 1920'erne var der ca. 80.000 geishaer i Japan. I dag (1980) er der omkring 10.000 på grund af vestens indflydelse på den japanske kultur, og det tal falder.

## Begreber
"Geisha," udtales /ˈgeɪ ʃә/, er et navneord, og som alle andre japanske navneord har det ingen flertalsform. Ordet består af to kanji-tegn 芸 (gei) der betyder ”kunst” og 者 (sha) der betyder ”person” eller ”en der gør”: ”kunstner”, eller ”en der optræder med kunster”
”Geiko” er kyotodialekt. Professionelle geisha i Kyoto kaldes geiko. Denne betegnelse er også vidt brugt for at skelne ægte geisha, der praktiserer de traditionelle kunster, fra de prostituerede, der har taget navn og udstyr fra geishaerne.
(se herunder)
Prostituerede binder deres obi-bælte foran på kimonoen, mens geisha har obien bundet på ryggen. Ægte geisha, der ikke involverer sig i prostitution, havde ofte den luksus at have en påklæder til at hjælpe sig med kimonoen, der består af mange lag ”kimono” og underklæder, samt en obi, der er et bredt silkebælte der kan bindes i imponerende knuder på ryggen. Påklædningen kunne tage over en time, selv med professionel hjælp. Prostituerede derimod måtte have kimonoen og obien af og på mange gange i løbet af en aften, så deres knude var mindre kompliceret og blev bundet foran for at gøre af- og påklædningen lettere.
Lærlinge-geisha kaldes maiko. Ordet er lavet af kanjitegnene for 舞 (mai) “dansende” og 子 (ko) “barn”. Det er maikoen med sin hvide make up og prangende kimono og frisure, der i vesten er blevet stereotypen på en geisha, i stedet for geishaen selv.
Tokyos geisha følger ikke de samme ritualer som Kyotos maiko-lærlinger. Elevtiden kan være seks måneder eller et år; væsentligt kortere tid end maikoeleven i Kyoto, før hun debuterer som geisha. Eleven kaldes en han'gyoku (半玉) eller en halv-juvel, eller det mere moderne o-shaku (御酌), ”en der skænker alkohol”. Tokyogeishaer er ældre end dem i Kyoto, og mange har universitetsgrader.

## Forskellige trin i træningen
Oprindeligt begyndte de i en meget ung alder. Selv om nogle piger blev solgt til geishahuse (okiya) som børn, var det ikke almindelig praksis i velrenommerede distrikter. Døtre af geisha blev ofte opdraget til at blive geishaer selv, som regel som efterfølger (atotori – betyder ”arving”) til okiyaens datterrolle (musume-bun).
Det første niveau hed shikomi. Når piger lige var ankommet til okiyaen, blev de tjenestepiger eller sat til at gøre alt, hvad de blev bedt om. Arbejdet var hårdt, og det var meningen at dette skulle ”knække” og ”blødgøre” de unge piger. Den alleryngste shikomi måtte sidde oppe til seniorgeishaen kom hjem fra arbejde, ofte helt til to eller tre om natten. I denne oplæringsperiode gik shikomi'en i geishaskolen. Nu til dags findes dette forløb stadig, mest for at vænne pigerne til at gå i traditionel kimono og tale distriktets ("karyūkai”) specielle dialekt.
Når først eleven er blevet bekendt med geishaens kunster og har bestået en afsluttende, krævende danseeksamen, bliver hun forfremmet til det andet trin: minarai. En minarai slipper for alle husholdningspligter for at fokusere på undervisningen. Selv om en minarai deltager i banketter med geishe, ”ozashiki”, deltager hun ikke på et avanceret niveau. Hendes kimono er noget mere prangende end en maikos, og det er meningen at denne skal ”tale” for hende. De kan godt blive lejet til fester, men er som regel ikke inviteret, selv om de dog er meget velkomne til fester sammen med deres one-san (betyder ”ældre søster” og er minarai'ens overordnede). De tager 1/3 hanadai. Minarai samarbejder ofte tæt med et tehus (”minarai-jaya”), hvor de får undervisning af den ”oka-san” der ejer tehuset. Denne undervisning findes ikke på nogen skole. Emner som konversation og små lege kan kun læres ved øvelse. Dette trin varer omkring en måned.
Nu begynder det tredje og mest berømte trin i undervisningen, ”maiko”. Det stadium kan vare flere år. Maikoen lærer af sin mentorgeisha og følger denne rundt til aftaler. One-san/imoto-san (junior) –forholdet er uhyre vigtigt. Geishaen lærer maikoen alt hvad hun bør vide om at ”arbejde” i hanamachi’en, og hendes undervisning er essentiel. Hun vil lære sin ”yngre søster” den korrekte måde at servere te, spille shamisen, danse, hyggesnakke, som sikrer at hun får invitationer til flere tehuse i fremtiden. One-san hjælper endda med at udvælge maikoens nye professionelle navn, med kanji-tegn der indgår i geishaens eget navn.
Nogle mener, at geishaer ”flirter”, men det faktisk i deres natur at virke bly og uskyldige. Der er naturligvis variationer alt efter hvilket distrikt de er i, og i Tokyoregionen er geishaer kendt for at være frække, mens Geishaer fra Kyoto anses for at være blufærdige.
Efter fra et halvt (i Tokyo) til fem år (i Kyoto) bliver maikoen forfremmet til fuldendt geisha, og tager dermed fuld pris for sin arbejdstid. Geisha bliver i dette stadium indtil de går på pension.

## Moderne geisha
Moderne geisha lever stadig på traditionel vis i geishahuse, okiyaer, i bydele kaldet “hanamachi” (花街 ”blomsterbyer”) særligt i deres lærlingetid. De fleste geisha, der er dygtige nok, vælger at bo i egen lejlighed. Den elegante overklassekultur som geisha er en del af, kaldes karyūkai (花柳界 "blomsternes og piletræernes verden").
Unge kvinder, der vil være geisha, plejer i dag at begynde deres undervisning efter folkeskolen, gymnasiet og universitet, så mange begynder deres karriere, når de er voksne. Geisha studerer stadig de traditionelle instrumenter som shamisen, shakuhachi og trommer, samt traditionelle sange, traditionel dans, te-ceremoni, litteratur og poesi. Ved at iagttage andre geisha og sammen med indehaveren af geishahuset, bliver lærlingene også dygtige i de komplicerede traditioner med kimono og omgang med kunder.
Kyoto anses for at være det sted hvor geishatraditionen er stærkest i dag. Geishaerne i disse distrikter kaldes ”geiko”. Tokyohanamachien Shimbashi, Asakusa og Kaguazaka er også meget kendte.
I det moderne Japan er geisha og maiko nu et sjældent syn uden for hanamachien. I 1920'erne var der over 80.000 geishaer i Japan, men i dag er der langt færre. Det præcise tal kendes ikke, men det er nok mellem 1.000 og 2.000, flest i feriebyen ”Atami”. Det mest almindeligt syn er turister (både japanske og udenlandske), der betaler for at blive klædt ud som maiko, men de kan kendes fra de rigtige maiko på, at de har parykker på. Ægte maiko har deres eget hår sat op.
Dårlig økonomi, faldende interesse for de traditionelle kunster, blomsternes og piletræernes verdenens eksklusive natur og omkostningerne ved at blive underholdt af geisha, har medvirket til, at traditionen forfalder.
Geisha hyres ofte til fester og sammenkoster, oftest i tehuse (茶屋, Chashitsu|ochaya) eller de traditionelle restauranter (ryōtei). Timelønnen måles ud fra, hvor lang tid det tager at brænde en røgelsespind, og kaldes senkōdai (線香代, "røgelsespindspris") eller (玉代 "juvelpris").
Kunden arrangerer en sammenkomst gennem geishabureauet(検番 kenban), som aftaler hver geishas aftaler og undervisning.

## Geisha og prostitution
Der forekommer stadig en vis forvirring selv i Japan, omkring Geishaens profession. Geisha afbilledes ofte som dyre prostituerede i den vestlige populærkultur. Geisha underholder, og deres formål er at underholde deres kunder ved at recitere digte, spille musik eller hyggesnakke. Arrangementer med geisha kan godt indbefatte lidt spøgefuld flirt, men kunderne er vel vidende om, at intet mere kan forventes. På en særlig japansk manér morer mændene sig med illusionen om det, der aldrig kan blive til mere. Geisha tager ikke betaling for samleje med kunder. 
Geisha bliver forvekslet med overklassens traditionelle kurtisaner, også kaldet oiran. Ligesom geisha har oiran imponerende opsat hår og hvid sminke. En meget let måde at skelne mellem de to, er at prostituerede, oiran, binder deres obi foran, mens geisha har deres bundet på ryggen.
I Edo perioden var prostitution lovlig, og prostituerede som oiran havde tilladelse af regeringen. Det var strengt forbudt for geisha nogensinde at have samleje med kunden. 
Arrangementet med licenser førte til begrebet “dobbeltregistrering” som blev brugt om promiskuøse geisha.
I løbet af den amerikanske besættelse kaldte mange japanske prostituerede sig selv geisha overfor amerikanske soldater. De blev kendt som ”geesha girls”, på grund af en forkert udtale af ordet geisha, og bragte billedet af geishaen som prostitueret tilbage til USA.
Geisha der arbejder i onsen-byer som Atami kaldes også onsen geisha. Onsen geisha har fået et dårligt ry på grund af mængden af prostituerede, som også kalder sig geisha, og på grund af rygter om en dans kaldet ”lavvandet flod” (der involverer dansere der løfter kimonoskørtet højere og højere). I modsætning til disse enkelnats geisha, var de ægte onsen geisha dygtige dansere og musikere.

### Personlige forhold og danna
Geisha forventes af være ugifte kvinder, og de der gifter sig, er nødt til at gå på pension.
Det var typisk før i tiden at en professionel geisha tog sig en ”danna”, eller en velgører, eller protektor. En ”danna” var sædvanligvis en meget velhavende mand, undertiden gift med børn, der havde midlerne til at forsørge en geisha for store beløb til undervisning og andre udgifter. Dette findes også i dag, men meget sjældent.
En geisha og hendes danna kan være forelskede eller ej, men intimitet anses aldrig for at være belønning for den finansielle støtte. De traditionelle værdier og aftaler inden for et sådant forhold er meget fortrolige og ikke særligt kendt, end ikke af mange japanere. [kilde mangler]
Selv om en geisha er fri til at involvere sig i personlige forhold med de mænd hun møder, er disse bekendtskaber omhyggeligt udvalgt, og det er ikke sandsynligt, at det bare et ”venskab”. En hanamachi plejer at være et meget indforstået miljø, og en geishas gode rygte er ikke noget man spøger med.

## Udseende
En geishas udseende ændrer sig løbende gennem hendes karriere, fra maikoens meget sminkede, pigede udseende, til en ældre professionel geishas mere beskedne udseende.

### Sminke
I dag er maikoens traditionelle sminke det mest genkendelige særpræg, selv om professionelle seniorgeisha generelt kun har det tykke hvide lag sminke som en maiko, når hun optræder.
En maikos traditionelle sminke består af et tykt, hvidt lag sminke med en skinnende rød læbestift, samt rødt og sort om øjne og på øjenbryn. Førhen var den hvide sminke lavet med bly, men det gav forfærdelige hud- og rygproblemer for de ældre geisha i slutningen af Meiji perioden, så siden hen er det blevet erstattet med rispudder.
Påførelsen af sminken er svær, og det tager lang tid at blive god til det. Sminken lægges før man klæder sig på for at undgå, at det smitter af på det dyre tøj. Først masserer man en olieagtig voks, bintsuke-abura, ind i ansigtet, på halsen og i nakken. Bagefter blander man det hvide pulver med vand og påfører det med en bambuspensel, hvor man begynder med halsen. Det males på ansigtet, halsen det øverste af brystet. Nakken med er umalet i et V eller W. Ørerne males heller ikke. De rundede V i nakken fremhæver dette traditionelt erotiske område. Maiko lader også et ganske lille stykke hud være umalet langs hårgrænsen for at understrege illusionen om en maske.
Efter basen er lagt bruges en svamp til at duppe overskydende fugt fra malingen af, og for at give et glat udseende. Herefter males øjne og øjenbryn op med sort og ofte også lidt rødt. I gamle dage brugte man en kulpind, men i dag bruges mest moderne makeupprodukter. En maiko maler også rødt omkring øjnene.
Læberne males med en lille pensel, og farven fås i en lille stift, der opløses i vand. Man bruger krystalliseret sukker til at give læberne glans. En geisha maler sjældent læberne helt ud til kanten, da det ”ville ligne to stykker tunfileter midt i ansigtet”, som Arthur Golden så malende beskriver det i sin Roman ”Mit liv som Geisha” (se herunder). Underlæben males delvist og en ung maiko lader overlæben være hvid, mens en geisha maler den næsten fuldt op.
Helt nye maiko vil undertiden farve deres tænder sorte i en kort periode. Dette var en normal praksis i hele Japan i mange forskellige samfundsgrupper, men findes nu kun i få distrikter eller familier.
I de første tre år har maikoen den tykke makeup på næsten døgnet rundt. Under hendes introduktion hjælpes hun ofte af sin ”ældre søster” eller sin ”oka-san”, der ejer okiyaen. Herefter lægger hun selv sin make up.
Efter en maiko har arbejdet i tre år, nedtones hendes sminke. Det er fordi hun er blevet mere moden, og den enklere stil fremhæver hendes naturlige skønhed. Til formelle lejligheder bruger hun stadig hvid sminke. Geishaer over 30 bruger kun den hvide sminke til optrædener.

## Påklædning
Geisha går altid i kimono. Lærlinge går i meget farverige kimonoer med højst overdådig obi. Obien er altid mere iøjnefaldende end kimonoen, for at give det påklædningen særlig eksotisk balance. Maiko har obien bundet på en facon der hedder ”darari”. Ældre geisha klæder sig i mere dæmpede mønstre og farver. Det er et kendetegn, at en geisha fra en meget velhavende okiya aldrig går med en kimono mere end én gang, hvilket betyder, at den pågældende okiya har opbevaringslagre, hvor kimonoer bliver udvekslet mellem geisha.
Farven, dekorationerne og mønstret er alt afhængig af årstiden og lejligheden. Om vinteren kan man se geisha, der går i en trekvartlængdes kimonofrakke, kaldet en ”haori”, i håndmalet silke. Forede kimonoer bruges i de koldere årstider, og en særlig uforet kimono af tynd silke bruges om sommeren. Det kan tage 2-3 år at færdiggøre en kimono, på grund af farvning og broderi.
Geiko går med pink eller røde ”nagajuban” eller underkimono. En Maiko går med en rød, med trykte, hvide mønstre. Den helt unge maikos krave er rød, med hvide, sølv-, eller guldfarvede broderier. Med tiden bliver kraven skiftet ud med en mere broderet kraver, og efter to til tre år vil kraven være broderet helt hvid (set forfra), for at vise hendes senior maiko status. Når hun er omkring 20 år gammel, skifter hun til en glat, hvid krave.
Geisha går med flade sandaler (”zori”) udendørs, og går kun med tådelte strømper (”tabi”) indendørs. I dårligt vejr bruger geisha en særlig slags forhøjede træsanderler, kaldet ”geta”. Maiko går med særligt høje træsandaler; ca. 15-20 cm, hvor sålen er halvt så stor som fodsålen (”Oboko”).

## Frisurer
Geishaernes frisurer har varieret meget gennem tiderne. I fortiden var det almindeligt at kvinder gik med udslået hår i nogle perioder og opsat hår i andre. I det 17. århundrede begyndte kvinder at sætte håret op igen, og det er i denne periode, at den traditionelle ”shimada”-frisure – som de fleste geisha går med i dag – udviklede sig.
Der er fire hovedtyper af shimadafrisure: Taka shimada, en højt opsat chignon som oftest blev båret af unge, enlige piger; ”tsubushi shimada”, en mere flad chignon, mest brugt af ældre kvinder; ”uiwata”, en chignon der som regel var bundet op med et stykke farvet bomuldscrepe; og en frisure der mindre om en delt fersken, som kun maiko går med. Denne kaldes ”momoware”, eller ”delt fersken”. Andre frisurer er Ofuku, Katsuyama, Yakko-shimada og sakko. Maikoer fra Miyagawa-cho og Pontocho har yderligere seks frisurer, før sakko. Nogle af dem er Umemodoki, Osidori no Hina, Kikugasane og Osafune.
Disse frisurer er dekorerede med elegant hårpynt, kamme og hårnåle (kanzashi). I det syttende århundrede og efter Meiji restorationsperioden, var hårkammene store og raffinerede, generelt mere dekorerede jo finere kvinder. Herefter blev mindre og mere nedtonede kamme populære.
Geisha blev oplært i at sove med nakken på en lille støtte (takamakura) i stedet for puder, så frisuren holdtes i perfekt stand. For at opbygge denne vane, strøede man ofte ris rundt om puden, så hvis geishaen lod hovedet rulle ned, ville risen klistre fast i håret og ansigtet. Derved måtte geishaen ofte have opsat håret på ny, hvilket ofte var en anstrengende og til tider smertefuld proces. Ellers fik geishaen sat håret en gang om ugen.
Mange moderne geisha bruger parykker i dag, mens maiko stadig bruger deres eget hår. Dog må både parykker og maikoens hår arrangeres jævnligt af erfarne håndværkere. Den traditionelle hårsætning er en langsomt uddøende kunst.

## Geisha i populærkulturen
Den voksende interesse for geisha og deres eksotiske udseende har plantet adskillige kulturfænomener, både i Japan og i vesten. Den vestlige interesse øgedes med Athur Goldens roman Mit liv som Geisha i 1997 og filmatiseringen i 2005, samt biografien af den forhænværende geisha Mineko Iwasaki med titlen ”Geisha of Gion”.

### Geisha-photografier
- The girl inherited Maiko (apprentice geisha) life (2007) by Naoyuki Ogino at the Canon Gallery, Japan

### Film med geisha
- Sisters of the Gion (1936) – Dir. Kenji Mizoguchi
- Geisha Girl (1952) – Dir. George P. Breakston
- A Geisha (祇園囃子, Gion bayashi) (1953) – Dir. Kenji Mizoguchi
- The Teahouse of the August Moon (1956) – Dir. Daniel Mann
- The Barbarian and the Geisha (1958) – Dir. John Huston
- The Geisha Boy (1958) – Dir. Frank Tashlin
- My Geisha (1962) – Dir. Jack Cardiff
- The World of Geisha (1972) – Dir. Tatsumi Kumashiro
- In the Realm of the Senses (1976) – Dir. Nagisa Oshima
- American Geisha (1986) – Dir. Lee Philips
- Ihara Saikaku Koshoku Ichidai Otoko (1991) – Dir. Yukio Abe
- The Geisha House (1999) – Dir. Kinji Fukasaku
- Zatoichi (2003) – Dir. Takeshi Kitano
- Fighter in the Wind (2004) – Dir. Yang Yun-ho
- Memoirs Of A Geisha (2005) – Dir. Rob Marshall
- DOA: Dead or Alive (2006) – Dir. Cory Yuen
- Maiko Haaaan!!! (2007) – Dir. Nobuo Mizuta

### Musik om geisha
- "Neo Geisha" by Zeromancer on the album Eurotrash
- "Geisha Dreams" by Rollergirl
- "Latin Geisha" by Illya Kuriaki and the Valderramas
- "GEI-SHA" by S.K.I.N.

## Yderligere læsning

### Non-fiktion
- Aihara, Kyoko. Geisha: A Living Tradition. London: Carlton Books, 2000. ISBN 1-85868-937-6, ISBN 1-85868-970-8.
- Burns, Stanley B., and Elizabeth A. Burns. Geisha: A Photographic History, 1872–1912. Brooklyn, N.Y.: powerHouse Books, 2006. ISBN 1-57687-336-6.
- Cobb, Jodi. Geisha: The Life, the Voices, the Art. New York: Alfred A. Knopf, 1995. ISBN 0-679-43774-6, ISBN 0-7679-0489-3.
- Dalby, Liza Crihfield (ed.). Ko-uta: "Little Songs" of the Geisha World (reprinted as Little Songs of the Geisha: Traditional Japanese Ko-Uta). Rutland, Vermont: C. E. Tuttle Co., 1979. ISBN 0-8048-1292-6, ISBN 0-8048-3250-1.
- De Becker, J. E. The Nightless City ... or, The "History of the Yoshiwara Yūkwaku.", 4th ed. rev. Yokohama [etc.] M. Nössler & Co.; London, Probsthain & Co., 1905.
- De Becker, J. E. The Nightless City: Geisha and Courtesan Life in Old Tokyo (reprint). Mineola, N.Y.: Dover Publications, 2007. ISBN 0-486-45563-7.
- Downer, Lesley. Women of the Pleasure Quarters: The Secret History of the Geisha. New York: Broadway Books, 2001. ISBN 0-7679-0489-3, ISBN 0-7679-0490-7.
- Ishihara, Tetsuo. Peter MacIntosh, trans. Nihongami no Sekai: Maiko no kamigata (The World of Traditional Japanese Hairstyles: Hairstyles of the Maiko). Kyōtō: Dōhōsha Shuppan, 1993. ISBN 4-8104-1294-6.
- Iwasaki, Mineko, with Rande Brown. Geisha, A Life (also known as Geisha of Gion). New York: Atria Books, 2002. ISBN 0-7434-4432-9, ISBN 0-7567-8161-2; ISBN 0-7434-3059-X.
- Masuda, Sayo. G.G. Rowley (trans.). Autobiography of a Geisha. New York: Columbia University Press, 2003. ISBN 0-231-12950-5.
- The Peabody Essex Museum (ed.). Geisha: Beyond the Painted Smile. New York: George Braziller in association with the Peabody Essex Museum, 2004. ISBN 0-8076-1545-5, ISBN 0-87577-200-5.
- Perkins, P.D. Geisha of Pontocho. Tokyo: Tokyo News Service, 1954.
- Scott, A.C. The Flower and Willow World; The Story of the Geisha. New York: Orion Press, 1960.
- Underwood, Eleanor. The Life of a Geisha. New York: Smithmark, 1999. ISBN 0-7651-1739-8.

### Fiktion
- Ball, John Dudley. Miss One Thousand Spring Blossoms. Boston: Little, Brown, 1968.
- Golden, Arthur. Memoirs of a Geisha. New York: Vintage, 1999.